# Karol Kukuła
Karol Kukuła (ur. 23 lutego 1948 w Brodach) – profesor zwyczajny dr hab. – kierownik Katedry Statystyki Matematycznej Uniwersytetu Rolniczego w Krakowie na Wydziale Rolniczo-Ekonomicznym. Zawodowo zajmuje się statystyką matematyczną, ekonometrią oraz badaniami operacyjnymi.
W latach 1968–1972 studiował na Wydziale Ekonomiki Produkcji Akademii Ekonomicznej w Krakowie. Tytuł magistra ekonomii otrzymał na podstawie pracy „Ekonometryczna analiza działalności produkcyjnej Krakowskich Zakładów Przemysłu Spirytusowego”. W 1973 roku zdobył tytuł najlepszego studenta Krakowa otrzymał medal im. Mikołaja Kopernika. W 1976 obronił pracę doktorską pt. „Metody badania zmienności struktur ekonomicznych”. W 1990 na podstawie rozprawy „Statystyczna analiza strukturalna i jej zastosowanie w sferze usług produkcyjnych dla rolnictwa” uzyskał stopień doktora habilitowanego nauk ekonomicznych w zakresie ekonomii, statystyki i ekonomiki rolnictwa. Tytuł profesora otrzymał 22 stycznia 2003. Jest autorem wielu książek związanych ze statystyką. W 1999 został odznaczony Srebrnym Krzyżem Zasługi, a w 2002 otrzymał Medal Komisji Edukacji Narodowej.